# 中式炒面
中式炒面，为佐以蔬菜，肉或豆腐炒制的中式面条。几个世纪以来，中国各地衍生出各类炒面，而其中的一些派系配有浇头。炒面经由中国移民传到海外。这道菜在海外华人中很受欢迎，并出现在国外大多数中餐馆的菜单上。它在印度、尼泊尔、英国和美国特别受欢迎。

## 各地中式炒面

### 美式

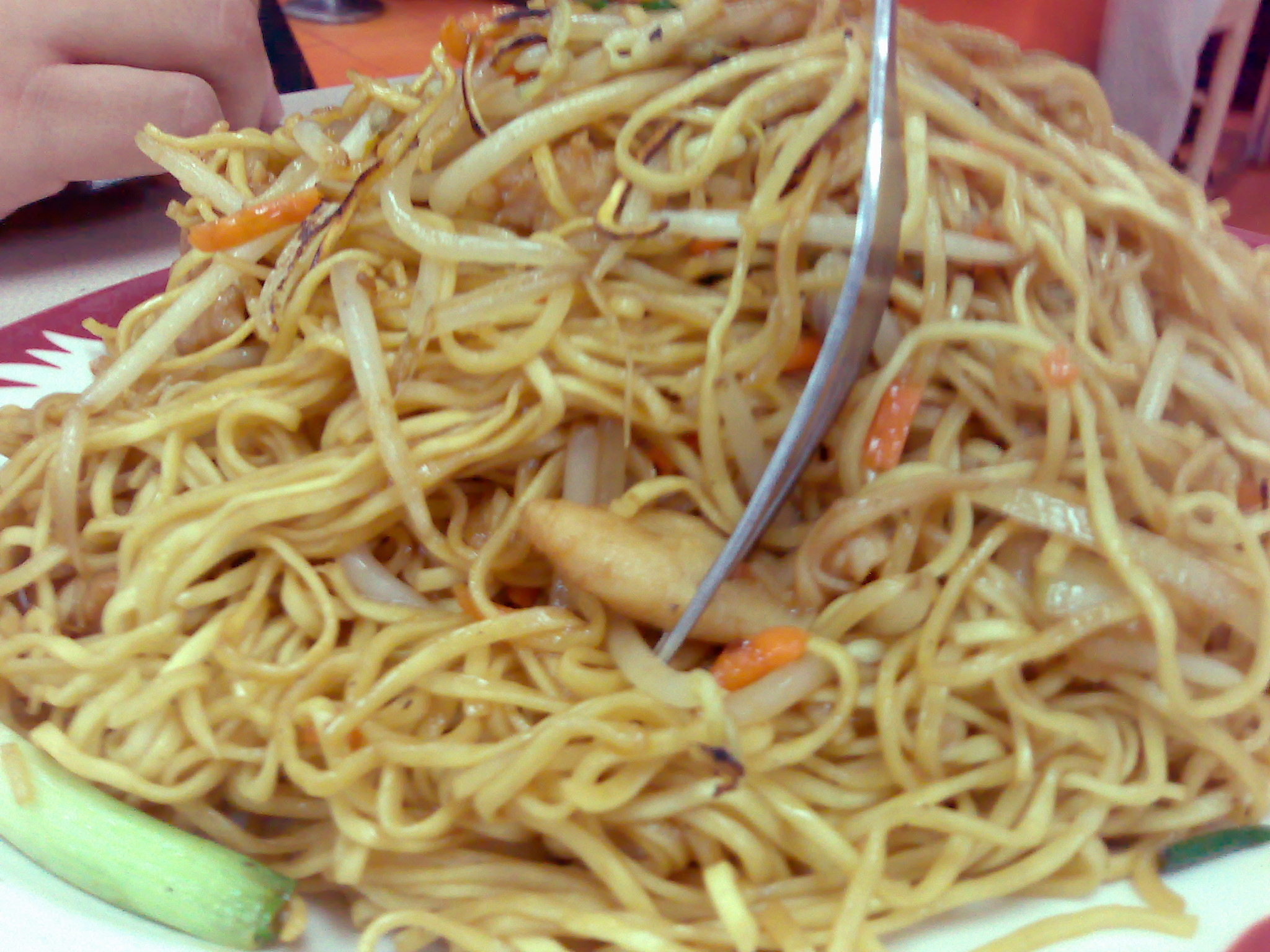
鸡块炒面

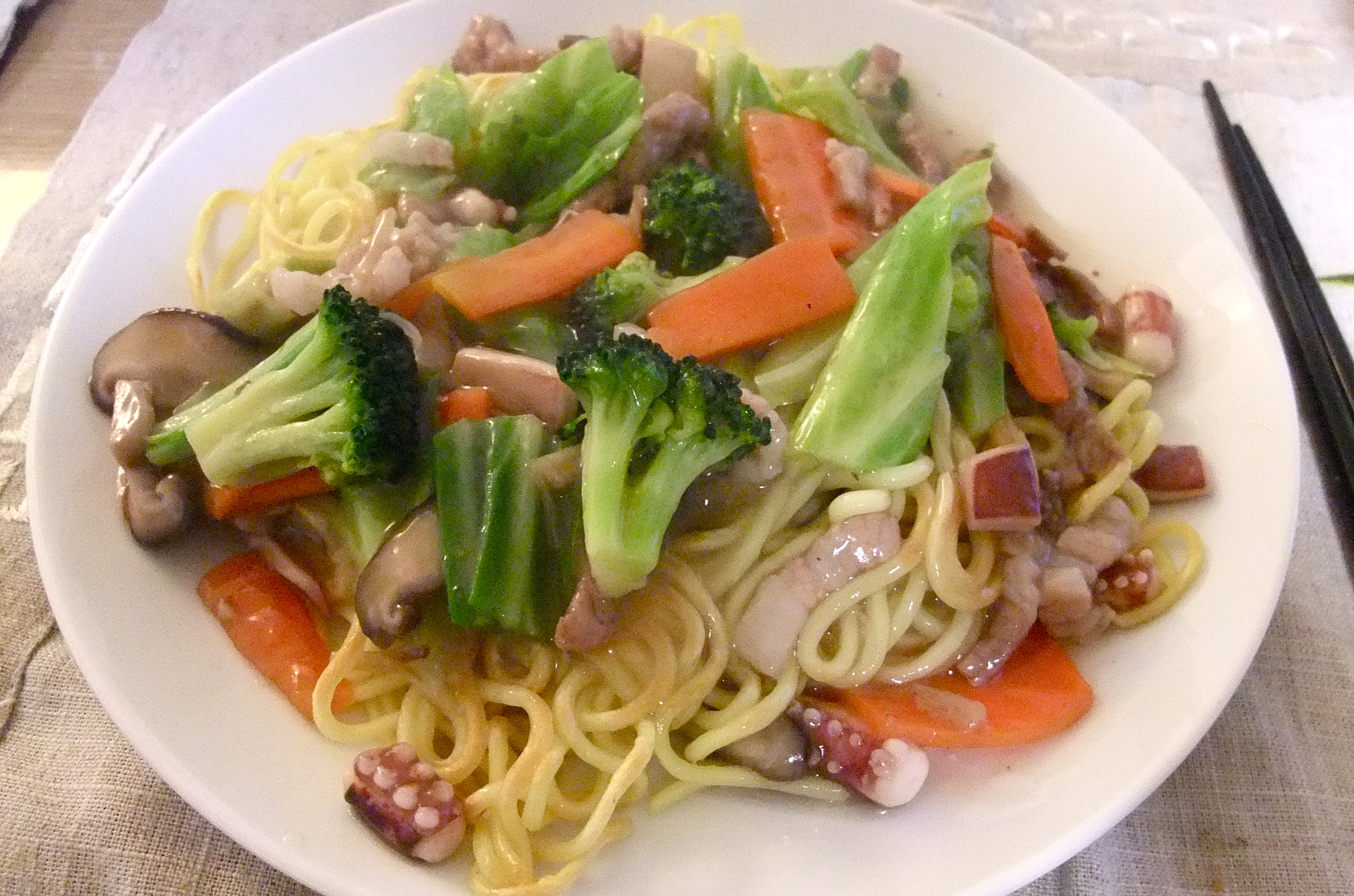
什锦炒面

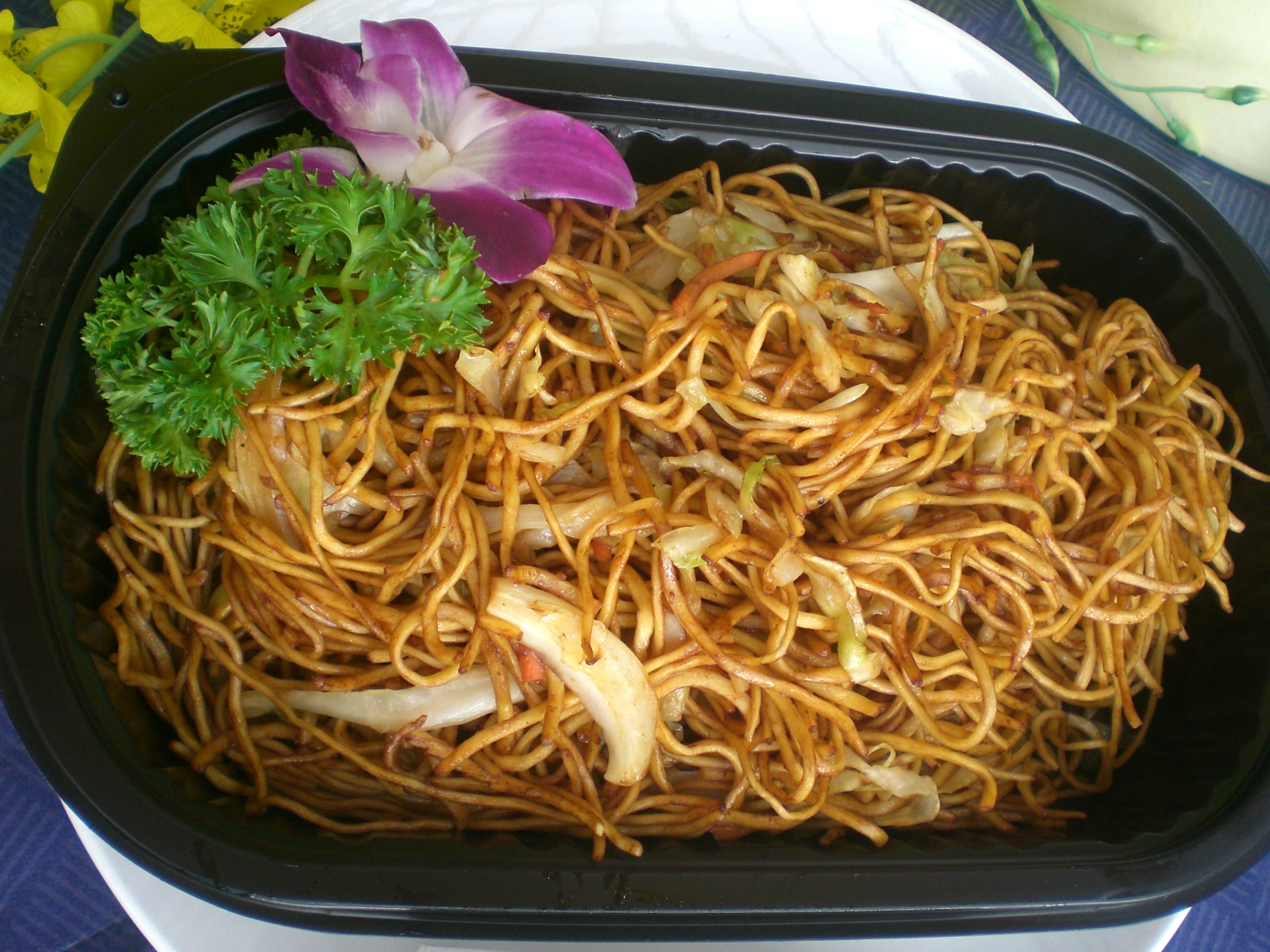
酱油炒面

1849年加州淘金潮时代，来自广东省的中国移民将中式炒面和他们的粤菜烹饪风格带入美国。
在美式中国菜中，它是一种由面条、肉类（多为鸡肉，有时也使用猪肉、牛肉、虾仁或豆腐）、洋葱和芹菜炒制而成。在中餐馆中多被列为特色菜。而蔬菜（或全素）炒面亦十分常见。
美国市场上有两种主要的炒面：
- 使用蒸制面条制作的炒面
- 使用油炸面条制作的炒面

前者质地更柔软，而后者更脆更乾。脆皮炒面使用油炸的扁面条，而软炒面使用长而圆的面条。
脆皮炒面要么在成品菜中加入洋葱和芹菜，也可能不加入蔬菜。蒸炒面可以在成品菜中加入许多不同种类的蔬菜（多为洋葱和芹菜，但胡萝卜、卷心菜和绿豆芽也时有使用）。脆皮炒面通常淋上浓稠的棕色酱汁，而蒸炒面则在上桌前加入酱油。
美国东岸和西岸对“炒面”一词的使用存在地区差异。美国东岸的“炒面”均以油炸面条制作。当地中餐馆提供的炒面一般经过油炸，并且口感可能会“像罐头一样”或“像薯饼一样脆”。在美国东岸的一些地方，“炒面”也供应米饭。在那里，使用蒸制面条制作的炒面另外以“捞面”称之。在西海岸，“炒面”一直使用蒸制面条制作，“捞面”一词并没有被广泛使用。
酥脆的炒面也可以装在汉堡面包中，组成炒面三明治。
关于如何将两种主要类型的炒面中的任何一种作为菜肴准备，也有不同的变化。在芝加哥的一些餐馆点“炒面”时，用餐者的炒面可能加入了李鸿章杂碎。费城的美式炒面往往与杂碎相似，但配有加入大量芹菜和豆芽的脆炒面，有时还会配上炒饭。《明星论坛报》的杰里米·伊格斯将“明尼苏达式炒面”描述为“一种绿色的芹菜和碎猪肉，上面覆盖着加工过的灰色鸡肉条”。旧金山湾区记者威廉·黄对明尼苏达州等地以炒面形式出售的东西发表了类似的评论。一份已出版的明尼苏达式炒面食谱包括大量的芹菜和豆芽。另一种明尼苏达式炒面配上了碎牛肉和奶油蘑菇汤。在路易斯安那州的“卡真炒面”实际上是什锦饭的分支，与面条无关。
食品历史学家和文化人类学家指出，在远离亚裔人口较少的地区的中美州餐馆供应的炒面和其他菜肴往往与中国的原始菜品不同，并且经过大量修改以适应占当地人口大多数的华人的口味。例如，福尔里弗地区青睐的炒面肉汁与新英格兰当地烹饪的炒面肉汁类似，而非中式。食品制造商暨罐头炒面发明者Chun King承认，他使用意大利香料使他的产品更容易被美国人所接受。
1946年，Chun King发明罐装炒面。意大利移民后代杰诺·保卢奇在开发该产品时开发了一种主要基于意大利香料的食谱以迎合欧洲移民和有相同血统的美国人的饮食偏好。为降低成本，保卢奇用原本用于牛饲料的廉价芹菜茎代替荸荠。保鲁奇的公司在销售罐装炒面和杂碎方面变得如此成功，以至于美国总统杰拉尔德·福特打趣道：“有什么比建立在意大利杂碎食谱上的企业更具有美国特色的呢？”来赞美保鲁奇与Chun King的成就。保鲁奇在1966年卖掉Chun King后，几经转手，1995年公司宣告解散。
到 1960 年，保鲁奇在《纽约时报》上描述说：“在Chun King，我们开发了一种‘炖菜式’炒面。我猜这种做法已经存在了三四十年左右。为了做到这一点，所有的肉、调味料和蔬菜都被倒入水壶里炖了几个小时——直到一切都煮熟。”
在中餐馆之外，所谓“炒面”实际上是一种类似于杂烩的炖菜，与实际的炒面几无共同点。例如，美国官方军事食谱（所有四个美国军事部门的烹饪设施都使用）不包括面条，并且有说明将这道菜放在米饭上，每批可以为一百人提供服务。

### 加拿大式
加拿大西式中餐厅最多可提供三种不同类型的炒面，且风格与美国迥异。广式炒面包含炸脆的金蛋麵、青椒、豌豆荚、白菜、竹笋、马蹄、虾、叉烧、鸡肉和牛肉，配上浓酱汁。普通炒面与其他西方炒面相似，但加入了更多的绿豆芽；一些地区的炒面可能只是炒豆芽。日裔加拿大社区也有他们自己的炒面版本，其中可能包括乾海藻和泡菜薑，可夹入小圆面包。
在纽芬兰，他们的炒面不使用面条。而是使用卷心菜丝。尽管没有人知道发生这种变化的原因，但人们认为，在北大西洋作为一个独立的自治英国自治领的历史上，岛屿偏远，导致北美其他地区或欧洲缺乏必要的材料。

### 加勒比式
许多西印度人引入的菜肴中包含了炒面，特别是生活在特立尼达和多巴哥和牙买加等岛屿的人（其中包括大量华人）；大部分烹饪已为当地人民所接受。同样，在南美国家圭亚那和苏里南（当地将炒面翻译为荷兰语的“tjauw min”或“tjauwmin”），当地的文化及饮食与加勒比海地区相似。这些炒面的烹制方式亦雷同，用青豆、胡萝卜、豌豆、洋葱和其他蔬菜烹制。使用的肉类主要是鸡肉，但有时是猪肉或虾。苏里南版本可能加入猪肉香肠。南美式炒面与加勒比式炒面的主要区别在于添加了当地香料，并且这道菜通常搭配热苏格兰帽辣椒或辣椒酱。

### 中美洲式
巴拿马的炒面使用洋葱、辣椒、芹菜和胡萝卜与猪肉（或鸡肉）与面条一同炒制。另一个食谱包括玉米罐头。在萨尔瓦多，炒面可能含有胡萝卜、卷心菜和/或西兰花。

### 印度式

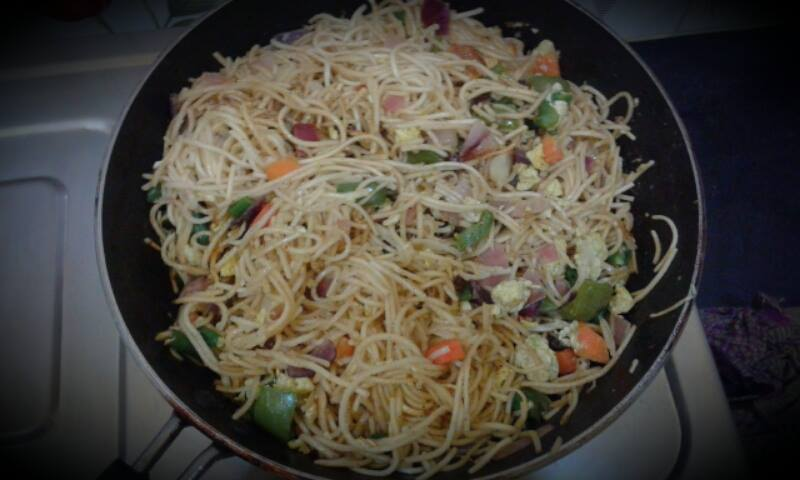
加尔各答风味鸡蛋炒面

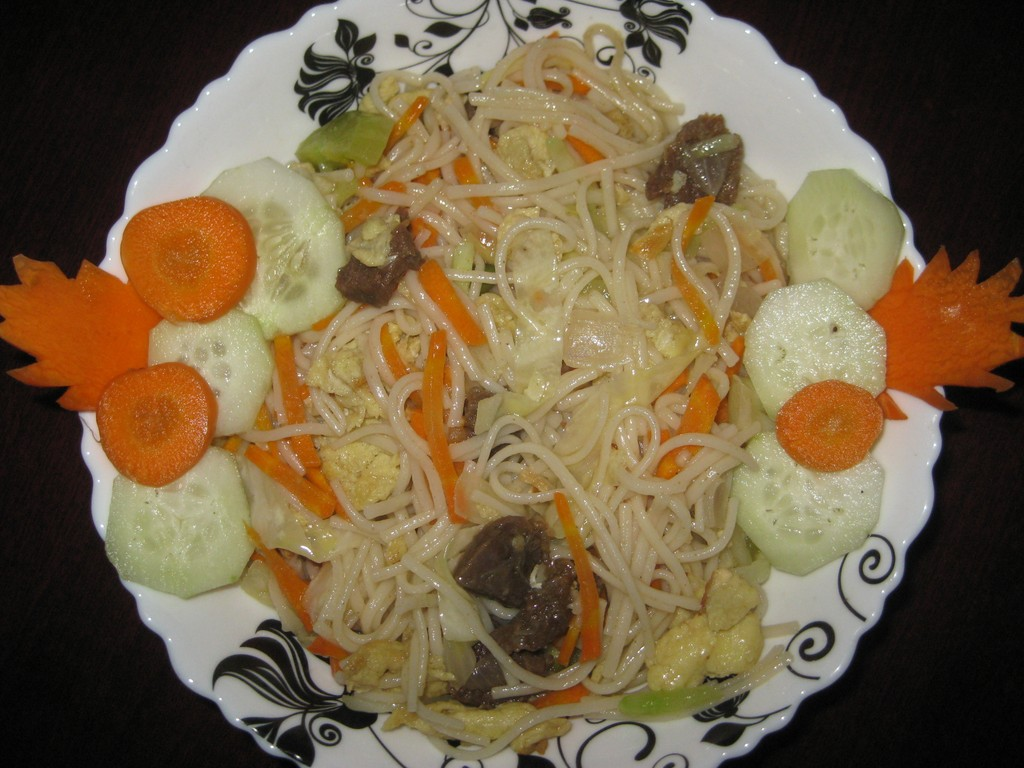
孟加拉式炒面

炒面在印度中国菜、孟加拉中国菜和巴基斯坦中国菜十分常见。印度的炒面由生活在加尔各答地区的华人传入。炒面通常配上客家风味的肉汁。为迎合素食者，印度另有蔬菜炒面，配料包括卷心菜、竹笋、豌豆荚、青椒和胡萝卜。在新德里，炒面有时会配上印度干酪。另一种非肉类印度炒面使用鸡蛋作为蛋白质来源。加尔各答另有“加尔各答炒面”，配有绿辣椒、辣椒大蒜或热大蒜。巴基斯坦炒面包含胡萝卜、卷心菜、辣椒、葱、辣椒和姜蒜酱。

### 毛里求斯式
毛里求斯将炒面译为“mine frire”“mine frite”“mine frit”或“minn frir”。它很可能是由19世纪末来自中国东南部（多来自广东）的中国移民传入毛里求斯的。它主要由毛里求斯华人食用，经过多年，食谱早已与原版截然不同。这是一道经典的毛里求斯中国菜，各族毛里求斯人皆有食用，尽管华人在毛里求斯的占比最低，但反映了华人和/或毛里求斯华人社区对毛里求斯的影响。炒面在毛里求斯十分常见，岛上几乎所有的餐馆都可以找到它的踪迹。

### 尼泊尔式

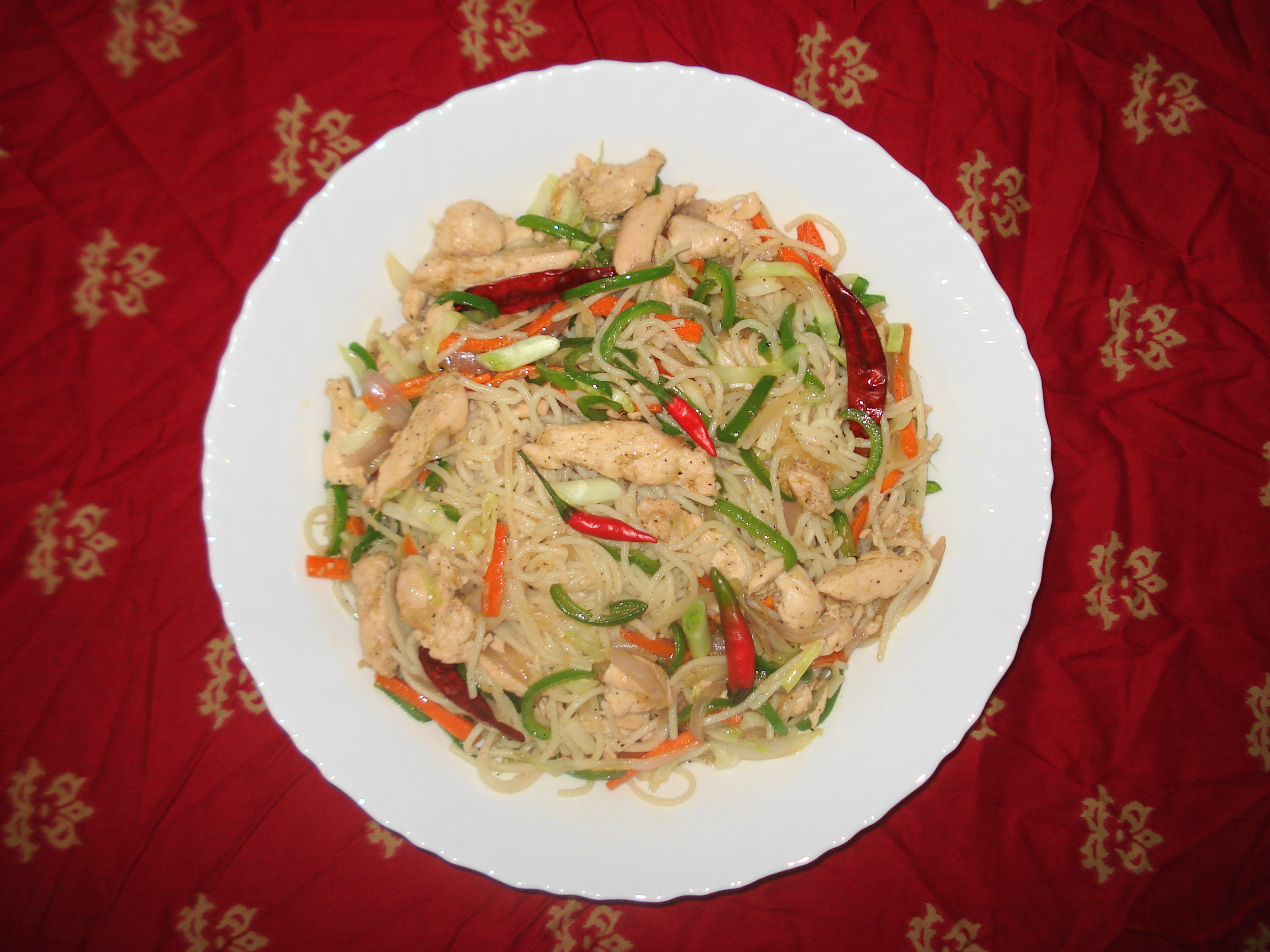
尼泊尔热鸡肉炒面

在尼泊尔定居的藏人将炒面引入该国。炒面是尼泊尔流行的快餐。加德满都谷地的纽瓦里人在烹饪中使用水牛肉和鸡肉，尼泊尔的炒面经常加入洋葱、蔬菜和水牛肉。

### 秘鲁式

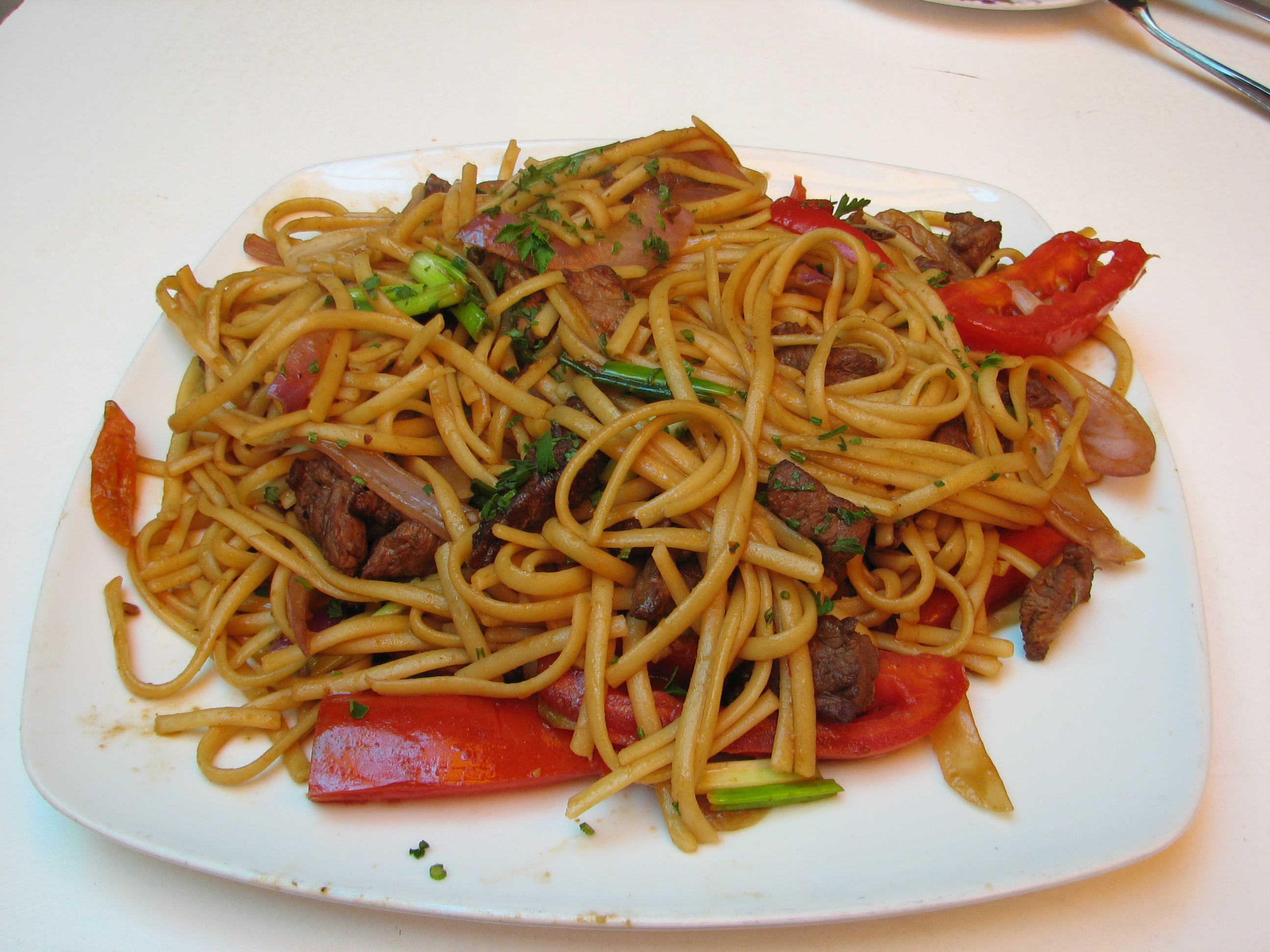
秘鲁炒面

秘鲁中餐在当地非常受欢迎，现已融入秘鲁主流文化。秘鲁人将炒面称为Tallarín saltado ，炒面可能加入辣椒、洋葱、大葱和西红柿。鸡肉或牛肉是这种秘鲁变体中使用的首选肉类。